# 楽天国際商業銀行
楽天国際商業銀行（らくてんこくさいしょうぎょうぎんこう、繁: 樂天國際商業銀行; 英: Rakuten International Commercial Bank）は、台湾初のインターネット銀行。